# Тчев
Тчев (на полски: Tczew; на кочевски диалект: Derszewo; на кашубски: Dërszewò; на немски: Dirschau) е град в Северна Полша, Поморско войводство. Административен център е на Тчевски окръг, както и на селската Тчевска община, без да е част от нея. Самият град е обособен в самостоятелна община с площ 22,38 км2.

## География
Градът се намира в етнографската област Кочевия, която е част от историческия регион Померелия. Разположен е край левия бряг на река Висла южно от Гданск.

## История
За пръв път името на селището е споменато в един документ издаден от княз Гжимислав през 1198 година. В 1260 година княз Самбор II дал на Тчев градски права. През 1308 година градът е превзет от кръстоносците от Тевтонския орден и останал в тяхно владение до 1466 година, когато според Втория Торунски договор бил даден на Жечпосполита. През 1772 година станал част от Прусия.
В периода (1975 – 1998) Тчев е част от Гданското войводство.

## Население
Населението на града възлиза на 60 152 души (2010). Гъстотата е 2687,76 души/км2.
Демографско развитие:

## Градове партньори
- Витен, Германия
- Вердер (Хафел), Германия
- Barking and Dagenham, Великобритания
- Hjørring, Дания
- Биржай, Литва
- Курск, Русия
- Лев Хашарон, Израел
- Дембно, Полша
- Сувалки, Полша
- Beauvais, Франция

## Личности
Родени в града:
- Йохан Форстер – немски орнитолог, ботаник, зоолог и пътешественик
- Влоджимеж Лайминг – полски художник
- Щефан Лисевски – немски актьор
- Казимеж Зимни – полски лекоатлет
- Тераза Будзиш-Кшижановска – полска актриса
- Пьотър Троховски – немски футболист, национал
- Гжегож Чеховски (1957 – 2001 г.) – полски певец, композитор и текстописец

## Фотогалерия
- Мост над Висла
- Църква „Св. Йосиф“
- Пощата
- Градската библиотека
- Музей на Висла
- Крепостна стена
- Главният площад
- Висла